# Adam I. von Neuhaus

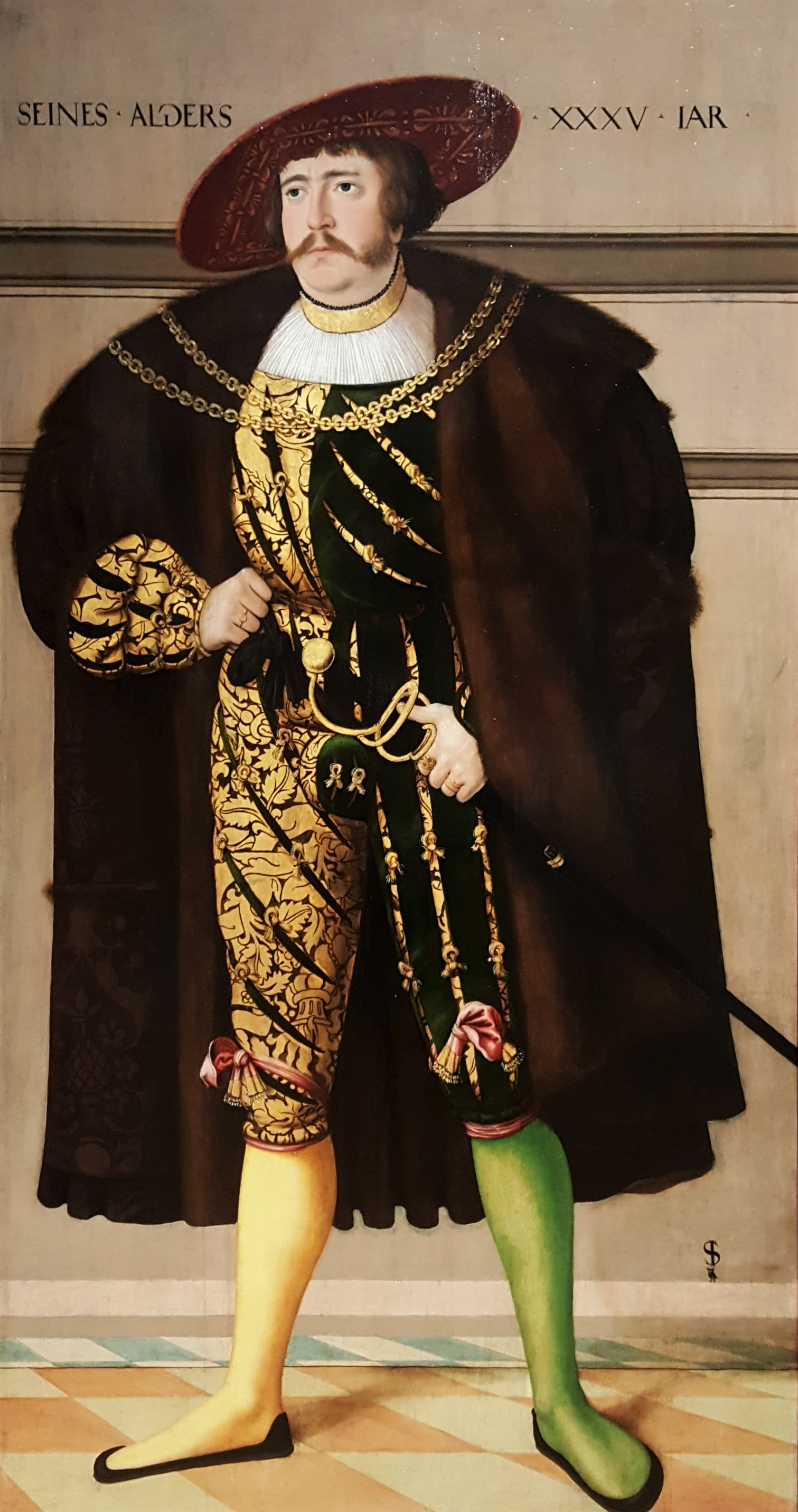
Jakob Seisenegger Adam I. von Neuhaus (Ausschnitt)

Adam I. von Neuhaus (auch Adam I. von Hradec, tschechisch Adam I. z Hradce; * 11. Mai 1494; † 25. Juni 1531 in Prag, Königreich Böhmen) war 1523–1531 Oberstkanzler von Böhmen. Er entstammte der Teltscher Linie der Herren von Neuhaus.

## Leben
Seine Eltern waren Heinrich IV. von Neuhaus und Anna, Tochter Heinrichs d. J. von Münsterberg. Da Adam beim Tod seines Vaters 1507 noch nicht volljährig war, wurden er und seine Schwester Anna unter die Vormundschaft des böhmischen Landeshauptmanns Peter IV. von Rosenberg, des Teltscher Hofbeamten Georg Hrobský von Sedlce (Jiřík Hrobský z Sedlce a na Raděníně) und ihrer Mutter sowie der Großmutter mütterlicherseits Katharina von Münsterberg gestellt. Sie bestätigten 1507 der Stadt Neuhaus die 1472 von Adams Vater erteilten Privilegien. Den Teltscher Vorstädten gewährten sie 1508 die Privilegien, wie sie bis dahin die Stadt Teltsch besaß. Das Prager Haus in der Caletná ulice, das Adams Vater vom König erhalten hatte, überließen sie 1508 dem Michael Slavata.
Am 14. September 1511 übernahm Adam das Erbe seines Vaters und die Verwaltung der Besitzungen in Neuhaus (Hradec). Im selben Jahr vereinbarte er die Hochzeit seiner Schwester Anna mit Hynek Boček von Kunstadt auf Polná, die zwei Jahre später stattfinden sollte. Da er von seinem Vater auch große Schulden erbte, verkaufte er 1512 die Burg Rozštýn und weitere Besitzungen. 1515 vermählte sich Adam mit Anna, Tochter des einflussreichen Zdeňek Lev von Rosental. Ihr überschrieb Adam als Heiratsgut Řečice. 1516 bestätigte er seiner Residenzstadt Neuhaus die bisherigen Privilegien.
1523 ernannte König Ludwig II. Adam I. von Neuhaus zum Oberstkanzler Böhmens. Nach dem Tod Ludwigs bei der Schlacht bei Mohács (1526) unterstützte Adam die Kandidatur des Habsburgers Ferdinand I., der seit 1521 mit Ludwigs Schwester Anna verheiratet war. Bei Ferdinands Krönung am 24.  Februar 1527 trug Adam den Reichsapfel. Er unterstützte die Politik der Habsburger, denen er treu diente. Obwohl sich große Teile des böhmischen Adels den Utraquisten, Lutheranern oder Böhmischen Brüdern zuwandten, blieben Adam und seine Familie dem katholischen Glauben treu. Da seine Residenzstadt Neuhaus auf dem Weg lag, den der König und dessen Hofstaat auf den Reisen von Wien nach Prag benutzten, veranlasste Adam den Ausbau der Straßen und Brücken in seinem Herrschaftsbereich. Für die Burg Neuhaus ließ er Gemälde der böhmischen Könige anfertigen. 
Im Alter von 37 Jahren starb Adam I. von Neuhaus am 25. Juni 1531 in Prag an der Pest.

## Familie
Adam I. von Neuhaus war mit Anna von Rosental (Anna z Rožmitála a Blatné) verheiratet. Der Ehe entstammten die Kinder:
- Ursula/Voršila († vor 1580)
- Mandelína († 1580)
- Elisabeth/Alžběta († 1585), verheiratet mit Diviš Slavata
- Joachim († 1565), böhmischer Oberstkanzler und Burggraf von Karlstein; verheiratet mit Anna von Rosenberg
- Zacharias († 1589), Oberstkämmerer von Mähren und Landeshauptmann; verheiratet in erster Ehe mit Katharina/Kateřina von Waldstein († 1571), in zweiter Ehe mit Anna von Schleinitz (Anna ze Šlejnic)